# Herrmann Schmidt
Herrmann Schmidt (* 31. August 1803; † 19. Oktober 1867) war ein deutscher Unternehmer.

## Leben
Schmidt hatte bei Aufenthalten in Frankreich die dortige Zuckerfabrikation kennengelernt. Er entschloss sich, unter Nutzung seiner so erworbenen Kenntnisse gemeinsam mit seinem Bruder Albert Schmidt und dem Kaufmann Henry Coqui im Jahr 1838 die Zuckerfabrik Gebrüder Schmidt und Coqui in Westerhüsen südlich von Magdeburg zu gründen. Die Fabrik war damit die zweite Zuckerfabrik in der Magdeburger Börde, einem der Hauptanbaugebiete der Zuckerrübe und bestand über etwa 80 Jahre.
Schmidt heiratete seine Frau Pauline, die die Schwester der zweiten Frau seines Bruders Albert war. Aus der Ehe gingen jedoch keine Kinder hervor. Das Ehepaar lebte im Wohnhaus auf dem Grundstück der Zuckerfabrik. Nachdem die zweite Ehefrau seines Bruders bei der Geburt von Paul Schmidt 1856 gestorben war, nahmen Hermann und Pauline Paul zu sich. Paul war später selbst Unternehmer und Reichstagsabgeordneter.

## Werke
- Schutz den Waldungen bei Eisenbahnbauten. Eine Zeit- und Lebensfrage zu Gunsten unseres Ackerbaues und unseres Holz-Bedarfs. Emil Baensch, Magdeburg 1848.